# روبرت جاكوب لويس
روبرت جاكوب لويس (بالإنجليزية: Robert Jacob Lewis)‏ هو محامي وسياسي أمريكي، ولد في 30 ديسمبر 1864 في الولايات المتحدة، وتوفي في 24 يوليو 1933. حزبياً، نشط في الحزب الجمهوري. وقد انتخب عضو مجلس النواب الأمريكي.